# Décret Rattazzi
Le décret royal 3702, publié le 23 octobre 1859 par le ministre du royaume de Sardaigne Urbano Rattazzi, modifie la géographie administrative de l’État, en vertu des pouvoirs accordés à titre provisoire au gouvernement d'Alfonso La Marmora, (19 juillet 1859 – 21 janvier 1860).
Chaque province est administrée par un gouverneur (le décret royal no 250 de 1860 le remplacera par un préfet), nommé par le roi ; gouverneur assisté par un vice-gouverneur et sous la tutelle du ministre de l'intérieur, et par un conseil d'administration élu par le gouvernement provincial.
Différentes provinces :

Les provinces du royaume de Sardaigne en 1859, selon le décret Rattazzi

- Province de Turin : comprenant l'actuelle province de Turin et la Vallée d'Aoste ;
- Province de Coni : limites inchangées ;
- Province de Novare : comprenant l'actuelle province de Verceil, Novare, Biella et Verbania ;
- Province d'Alexandrie : comprenant la province d'Asti ;
- Province de Nice :  comprenant l'arrondissement de Nice (français depuis 1860), et la province d'Imperia restée italienne ;
- Province de Gênes : comprenant la province de Gênes, Savone et La Spezia (à l'exception des communes de Rondanina, Fascia, Gorreto, Rovegno et Fontanigorda) ;
- Province de Cagliari : comprenant les provinces sud de la Sardaigne, de Nuoro et Oristano (et la province nouvellement créées de Sud-Sardaigne et la ville métropolitaine de Cagliari);
- Province de Sassari : comprenant les provinces nord de la Sardaigne et la partie septentrionale de la province de Nuoro
- Province d'Annecy : actuel département français de Haute-Savoie ;
- Province de Chambéry : actuel département français de la Savoie ;
- Province de Milan : comprenant une partie de la province de Varese et les provinces de Lodi, de Monza et Brianza ;
- Province de Bergame : qui a subi quelques modifications ;
- Province de Brescia : comprenant à l'époque Castiglione delle Stiviere ;
- Province de Côme : comprenant à l'époque la province de Varese et la province de Lecco ;
- Province de Sondrio : invariée
- Province de Pavie : comprenant à l'époque les provinces de Bobbio, de Voghera et de Lomelline : qui faisaient partie du royaume de Savoie avant les guerres d'indépendance ;
- Province de Crémone : comprenant la ville de Mantoue côté droit de la rivière Oglio.

La portée de ce décret s'est étendue à l'ensemble de l'Italie après l'unification en 1861.